# 山田哲人
山田 哲人（やまだ てつと、1992年7月16日 - ）は、兵庫県豊岡市出身のプロ野球選手（内野手）。右投右打。東京ヤクルトスワローズ所属。
NPBにおける日本人右打者シーズン最多安打記録保持者であり（193安打 = 2014年）、史上初の本塁打王と盗塁王の同時獲得者（2015年）、日本プロ野球史上、唯一のトリプルスリー複数回達成者（3回）である。そのため、「ミスター・トリプルスリー」という愛称がつけられている。また、平成生まれのプロ野球選手として初の最多本塁打を獲得している。
第1回プレミア12 銅メダリスト。第2回プレミア12 金メダリスト。2021年開催の東京オリンピック野球 金メダリスト。第5回ワールド・ベースボール・クラシック 金メダリスト。

## 経歴

### プロ入り前
幼少期から空手やサッカーをしており、華奢で物静かだったが運動神経は抜群だった。
小学校2年時に宝塚リトルリーグの外野手として野球を始める。当時、穴田真規とチームメイトだった。御殿山中学校時代はヤングリーグ・兵庫伊丹に所属し主に内野手でプレー。当時を振り返って、「小学校、中学校の時はプロに行けるとは思っていなかった。」と語っている。
履正社高等学校に進学と同時に家族で同校のある大阪府豊中市に引っ越す。1年夏からベンチ入りし、2年夏は二塁手でレギュラーを務めた。2年秋から遊撃手のレギュラーとして活躍し、3年春は高い守備力と打率.435でチームを引っ張り、大阪大会優勝・近畿大会で準優勝する。3年夏の第92回全国高等学校野球選手権大会では2回戦（初戦）の中村奨吾擁する天理高校戦で本盗を決め、履正社の夏初勝利に貢献した。聖光学院高校戦では歳内宏明から本塁打を打つも、チームは惜敗した。後に阪神タイガースに入団することになる井上広大は、その本塁打を見て履正社に行きたいと思ったという。また、高校の1学年後輩に坂本誠志郎がいた。
2010年のプロ野球ドラフト会議で東京ヤクルトスワローズとオリックス・バファローズから外れ外れ1巡目指名を受け、抽選の結果ヤクルトが交渉権を獲得した。11月25日に年俸720万円で仮契約を結んだ。ヤクルトは1番行きたい球団だった。背番号は23。担当スカウトは松田慎司。

### ヤクルト時代
2011年はレギュラーシーズン中の公式戦出場は果たせなかったが一軍で遊撃手を守ってきた選手の怪我の多発やフェニックスリーグでの好調さが評価され、中日ドラゴンズとのクライマックスシリーズファイナルステージ第2戦に「1番・遊撃手」として先発出場。4打数無安打に終わったが、CSで高卒新人野手の先発は山田が史上初であった。第3戦には山井大介から四球を選び初出塁と青木宣親の適時打で初得点を記録した。第4戦では川井雄太から右翼線への二塁打で初安打、浅尾拓也から適時打を打ち初打点を記録し、2安打1打点を挙げた。
2012年4月5日に代打でシーズン公式戦初出場、初打席、初安打を記録。8月10日の対読売ジャイアンツ戦で内海哲也から初本塁打を記録した。二軍では3割近い打率を記録した。
2013年は遊撃手としての守備難と田中浩康の打撃不振により、5月の一軍昇格後は二塁手固定での出場がほとんどだった。10月6日には広島東洋カープの前田健太からプロ初の満塁本塁打を記録している。終盤まで本塁打が出ず長打力はまだ発揮できていなかったが、選球眼を活かして出塁率.354を記録。9盗塁を記録するなど、高卒3年目にして一軍で一定の成績を残した。
2014年は杉村繁打撃コーチのマンツーマンの指導により打撃が大幅に向上した。4月から9月にかけて、NPB史上初の6か月連続初回先頭打者本塁打を達成。監督推薦でオールスターゲームに選出されると、第2戦で本塁打を含む2安打を打ち敢闘選手賞を獲得した。8月はリーグトップとなる41安打を記録し、自身初の月間MVPを受賞した。10月6日の対横浜DeNAベイスターズ戦の第4打席でこの日3安打目を打ち、1950年に阪神の藤村富美男が記録した日本人右打者のシーズン通算191安打に並ぶと、続く8回の一死満塁で迎えた第5打席で山口俊から逆転満塁本塁打を打ち、新記録を樹立した。最終的に193安打を打ち、最多安打を獲得。首位打者争いを最後まで繰り広げて最終的に.324のハイアベレージを記録。前年に引き続き優れた選球眼を見せ、長距離打者として警戒される場面も増えたことで四球は前年比倍以上の81を記録して出塁率は4割を超えた。加えて、コンタクト能力以上に長打力に関しては目覚ましく向上。前年から本塁打は26本増えて29本塁打を記録し、二塁打はリーグトップの39を記録。杉村コーチは、当初山田を広角に打球を放つ中距離打者を目指すように指導したが、想定を上回る高出塁率の長距離打者に変貌を遂げた。長打率・出塁率両面が大きく向上したことでOPS.941はリーグ2位、wRAA48.4はリーグトップとなり、二塁手として非常に傑出した打撃能力を見せた。オフの10月9日に日米野球2014の日本代表に選出された。なお強化試合では、プロ入り後初めてとなる一塁手での出場があった。
2015年はシーズン開幕前の2月16日に「GLOBAL BASEBALL MATCH 2015 侍ジャパン 対 欧州代表」の日本代表に選出された。同年3月10日の第1戦に「8番・一塁手」で先発出場した。3月11日の第2戦でも「2番・二塁手」で先発起用され、レスリー・ナカルから本塁打を記録している。杉村コーチから、シーズン前にトリプルスリーをやり遂げる素質を持っていると期待されていた。

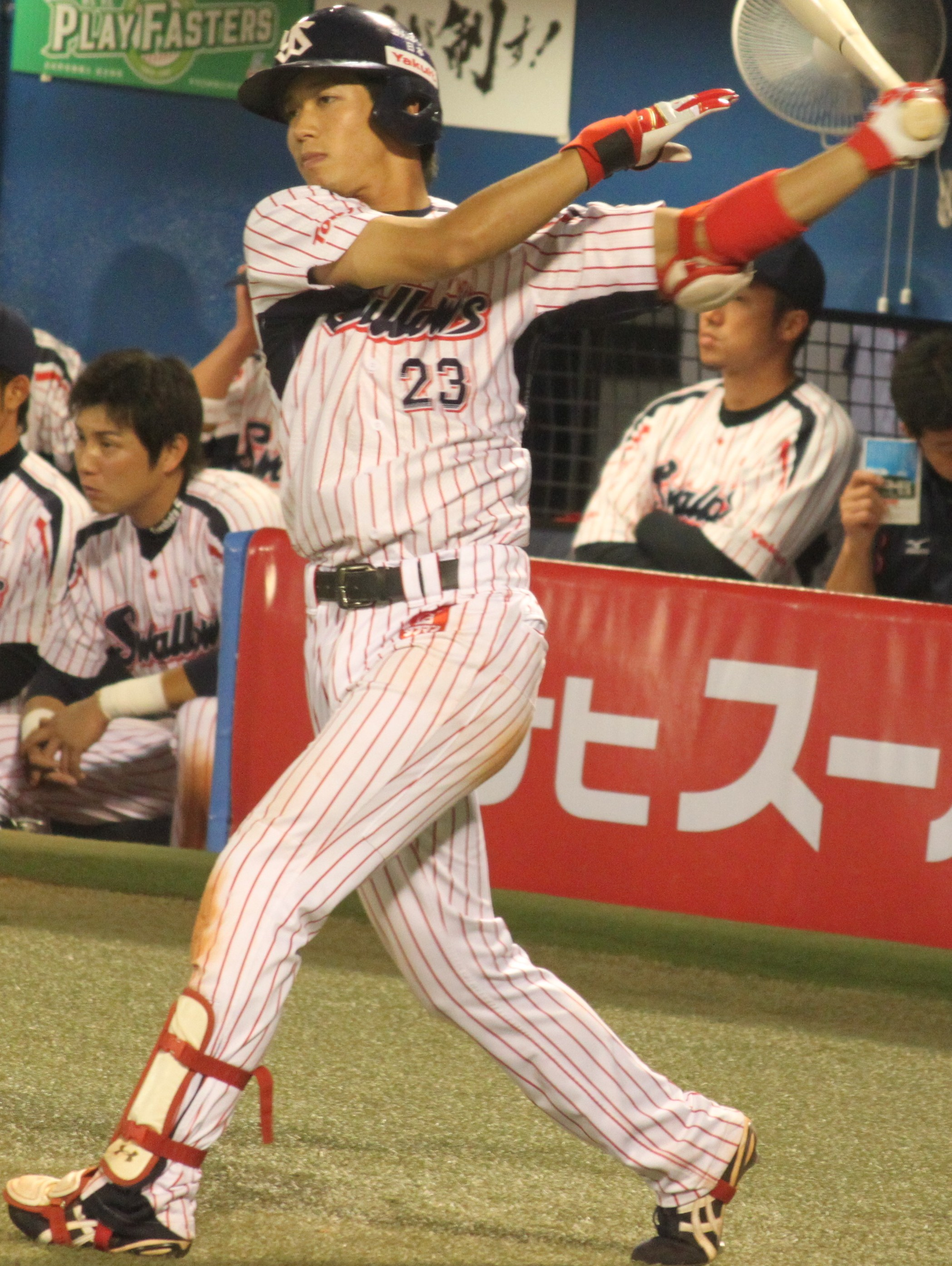
2013年9月29日、明治神宮野球場にて

シーズンでは8月22日の対中日戦で3打数連続本塁打を打ち、前日の最後の打席から通算してプロ野球タイ記録となる4打数連続本塁打を記録。この連続本塁打で自身初の30本塁打をクリアした。9月6日の対広島戦では30個目の盗塁となる二盗を決め、トリプルスリーに王手をかけた。チームで唯一全試合フルイニング出場を果たし、打率.329、38本塁打、100打点、34盗塁といずれもキャリアハイの成績を残し、2002年の松井稼頭央以来、プロ野球史上9人目、球団では初のトリプルスリーを達成した。23歳での達成はセントラル・リーグ最年少記録である。トリプルスリー・100打点の同時達成は1950年の別当薫・岩本義行以来、65年ぶりであり、プロ野球史上3人目。月間MVPは7月〜9月の3か月連続で受賞した。セ・リーグ野手での月間MVP3か月連続受賞は2007年のアレックス・ラミレス（2007年7月〜9月）以来となる快挙だった。シーズン途中、真中満監督の方針で2番・川端慎吾、3番・山田、4番・畠山和洋に固定されてから調子が上がり、打率・安打数・打点はそれぞれリーグ2位を記録した他、本塁打王、盗塁王、最高出塁率の打撃タイトルを獲得し、優勝したヤクルト打線の中心となる活躍を見せた。本塁打王と盗塁王の同時獲得と、トリプルスリーを達成しつつ盗塁王を獲得するのは、ともに史上初である。福岡ソフトバンクホークスとの日本シリーズでは、第3戦で日本シリーズ史上初の1試合3打席連続本塁打を記録。チームは1勝4敗で敗退したものの、日本シリーズ敢闘賞を受賞した。NPB AWARDSでは、2年連続となるベストナインとセ・リーグの最優秀選手に選出された。
オフの12月8日に契約更改に臨み、1億4000万円増となる推定年俸2億2000万円でサインした。高卒野手5年目オフの2億円到達は、イチロー、松井秀喜と並ぶ史上最速タイとなった。また、翌シーズンから背番号が1に変更されることが発表され、サプライズで登場した背番号1の前任者である青木宣親から背番号1のユニホームを渡された。

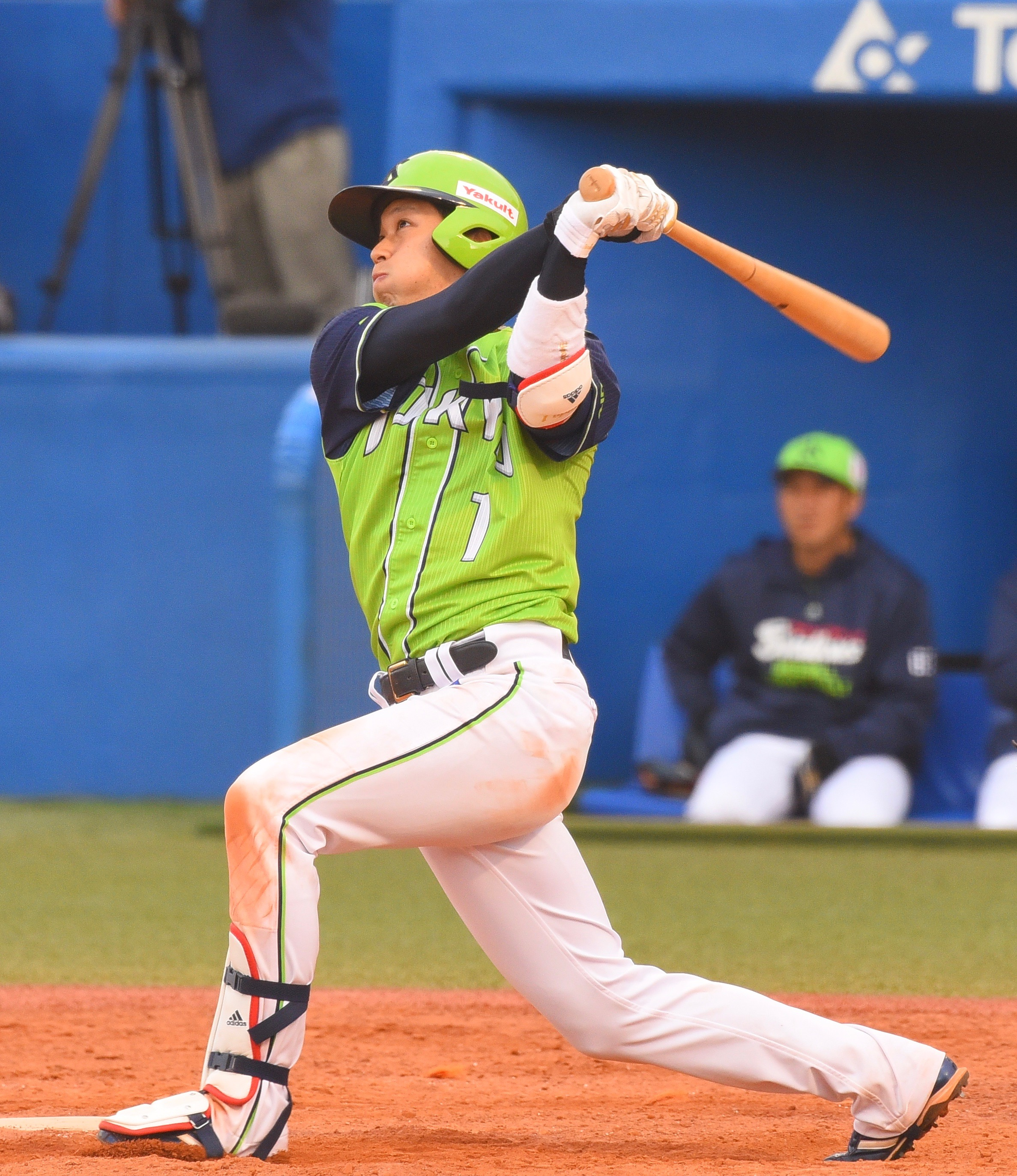
2018年4月7日、神宮球場

2016年はシーズン開幕前の2月15日に「侍ジャパン強化試合 日本 vs チャイニーズタイペイ」の日本代表に選出された。同年シーズンでは6月は23試合に出場し、打率.346、28安打、10本塁打、28打点のうち打率・本塁打・打点がリーグ1位の成績となり、自身5度目となる月間MVPを受賞した。なお、ヤクルトで5度目の月間MVPはラミレスと並ぶ球団タイ記録である。しかし、7月30日の対巨人戦（東京ドーム）で田原誠次から背中付近に死球を受け、その後も試合に出続けたが、8月9日の対中日戦（ナゴヤドーム）で痛みを訴えて途中交代。左第八肋骨骨挫傷と診察されたため翌10日に出場登録を抹消された。2週間の抹消を経て復帰すると、9月10日の対阪神タイガース戦では1試合3本塁打を記録するなど復調の兆しを見せた、翌11日の対阪神戦の第1打席で岩貞祐太からまたも背中付近に死球を受ける。この2度の死球により打撃成績は下降線をたどるも、最終的に打率.304、38本塁打、30盗塁で前年に続きトリプルスリーを達成。2年連続、複数回の達成はいずれもプロ野球史上初。併せて2年連続の盗塁王にも輝き、最多四球も記録した。オフの10月18日に「侍ジャパン 野球オランダ代表 野球メキシコ代表 強化試合」の日本代表に選出された。
2017年は下半身のコンディション不良に苦しみながらも、チームで唯一となる全試合フルイニング出場を達成。しかし、年間を通して不振が続き、打率.247、24本塁打、14盗塁とトリプルスリーには遠く及ばない結果でシーズンを終えた。最終戦後にはチームが崩壊状態で96敗を喫し、自身も不調で悔し涙を流した。
2018年は新年早々トリプルスリーを取ることを目指した。前年の不振から脱却し、オープン戦から安定した成績を残した。5月11日の横浜戦で10号ソロ本塁打を打ったことにより、5年連続2桁弾を達成。6月28日の対中日戦（神宮球場）の9回裏に3点本塁打を打ち、プロ8年目で初となるサヨナラ打（サヨナラ四球を除く）を記録。7月9日の対巨人戦（静岡草薙球場）で史上66人目・平成生まれの選手では初となるサイクル安打を達成した。7月20日の対中日戦（神宮球場）から8月4日の対阪神戦（京セラドーム大阪）まで記録した12試合連続打点は、NPBでは1986年のランディ・バースに次ぐ歴代2位の記録で、日本人では歴代最長の記録である。8月31日の対広島戦では2年ぶりの30盗塁を記録。ここぞの場面で勝負強い打撃をみせるなど、最終的に打率.315、34本塁打、33盗塁で自身3度目のトリプルスリーを達成した。OPSも1.014を記録し、強力打線を牽引した。オフには2年ぶりとなるベストナインに選出された。
2019年は4月26日の対巨人戦（神宮球場）で菅野智之から青木宣親・山田・バレンティンで3者連続本塁打を記録。1か月後の5月26日には同じ3人で再度3者連続本塁打を記録した。9月4日の対広島戦（神宮球場）では33号サヨナラ満塁本塁打を打ち、通算200号本塁打に到達した。27歳1か月での同記録達成はNPB史上5番目の若さであり、球団では最年少記録でバレンティンに次ぐ8人目の200号達成となった。また、9月14日の対DeNA戦で盗塁を失敗するまで、前年から続けて38連続で盗塁を成功をさせ、プロ野球新記録を達成した。最終的に30本塁打30盗塁はクリアしたが、打率は2割7分台にとどまり、4度目のトリプルスリーはならなかった。12月24日、7000万円増の推定年俸5億円で契約を更改した。
2020年は開幕から2戦連続で本塁打を打つ好スタートを切ったが、その後は上半身のコンディション不良に苦しみ、欠場や登録抹消により回復に努める時期もあった。6月28日の対巨人戦（神宮球場）では6回一死満塁の打席で藤岡貴裕から、8月30日の対DeNA戦（横浜スタジアム）では2回二死満塁の打席で阪口皓亮からそれぞれ満塁本塁打を放ち、同年は2本の満塁打を放った。9月20日の対広島戦（神宮球場）では中村祐太から濱田太貴・青木宣親・山田で2年連続で3者連続本塁打を記録した。最終的に規定打席に初めて到達した2014年以来ワーストになる、出塁率、長打率、OPSを記録するなど苦しんだ。9月3日に国内FA権を取得し去就に注目が集まったが、FA権を行使せずに残留を決意し、新たに推定年俸5億円＋出来高払いの7年契約を結んだ。また、「同じ環境にいるとどうしても甘えが出ると思ったから」という理由から、キャプテン就任を志願。翌2021年シーズンより、青木宣親に代わってチームのキャプテンを務める。
2021年は開幕後から不振が続いたが、交流戦を境に徐々に調子を上げていった。自身6度目の出場となったマイナビオールスターゲーム2021では、第1戦（7月16日）に29歳の誕生日を迎えたことから、セ・リーグ出場選手の記念撮影の際にサプライズ祝福を受けた。9月26日の対中日戦（神宮球場）で3回に小笠原慎之介から30号満塁本塁打を放つ。これで30本塁打は2019年以来5度目となり、球団ではバレンティン（8度）、池山隆寛（5度）に次ぐ記録となった。4回には適時打、6回にはこの日2本目の本塁打を放ち、2本塁打7打点の活躍をみせた。シーズンを通して足のコンディション不良を抱えた影響で盗塁企図は大きく減ったものの、リーグ4位の34本塁打、同3位の101打点、同4位のOPS.885を記録。2016年以来となる30本塁打・100打点以上を記録し、同じく30本塁打・100打点以上を記録した村上宗隆と共に強力な3・4番コンビを形成した。また、キャプテンとしてもピンチの場面ではマウンドへ向かい投手を鼓舞し、ベンチでは若手選手に積極的にアドバイスを送るなど、2年連続最下位に沈んでいたチームを牽引し、6年ぶりのリーグ優勝に貢献した。オリックス・バファローズとの日本シリーズでは第5戦の8回にタイラー・ヒギンスから値千金となる同点3点本塁打を打ち、大杉勝男、池山隆寛に並ぶ球団最多タイの日本シリーズ4本塁打目を記録した。シリーズ全体で打率.167と打撃不振に陥ったが、最終的にチームを20年ぶり6度目の日本一へ導き、前年の故障・不振から復活を印象付ける活躍を見せるシーズンとなった。翌シーズンの目標として自身4度目のトリプルスリーと初のゴールデングラブ賞受賞を掲げた。
2022年は4度目のトリプルスリーに向かって、積極的に盗塁を仕掛けていくことを決意した。3月25日の開幕戦では、1打席目で相手先発投手の藤浪晋太郎から死球を受けるが、9回表にカイル・ケラーから同点ソロ本塁打を放ち開幕史上最大の7点差逆転勝利に貢献した。深刻な打撃不調に悩まされながらも貴重な一打を打ち、チームの交流戦優勝の立役者の1人となった。7月に新型コロナウイルスに感染して以降は、上向き気味だった状態が一転して不振をさらに極めるようになった。山田と共に離脱後調子を落とした選手の状態が戻らず、後半戦に6連敗を喫した時は「助けてください」と頭を下げることもあったと村上が優勝後に語っている。最終的な成績はOPS.800を割り込み23本塁打に留まり、リーグワーストの140三振を記録。出塁率はレギュラー定着以来ワーストとなる.333に留まるなど苦しんだが、シーズン終盤に3試合連続本塁打を放つなど活躍も目立った。優勝が決まった後は、チーム全体が不振の中奮闘し三冠王・56本塁打を記録するなどチームを引っ張り続けた村上の前で号泣するシーンがあった。
2023年は4月12日の対DeNA戦で下半身を負傷し、翌日に出場選手登録を抹消、4月28日にスタメン復帰した。5月23日の対阪神戦（神宮球場）では6回二死一塁の打席で村上頌樹から2点本塁打を放ち、史上3人目となる神宮球場で通算150本塁打を達成した。7月1日の対広島戦（神宮球場）では2019年9月22日以来となる4番打者として出場するも、翌2日の対広島戦で右足を負傷し、翌3日に出場選手登録を抹消。8月1日に一軍に復帰すると、同月13日の対阪神戦（京セラドーム大阪）では5回二死二塁の打席で伊藤将司から2点本塁打を放ち、広沢克己（1985 - 1994年）と並ぶ球団記録となる10年連続2桁本塁打を記録した。10月4日の対阪神戦（神宮球場）では1回二死無走者の打席で大竹耕太郎から池山隆寛の167本塁打に次ぐ歴代単独2位の神宮球場での通算156本目の本塁打を放つと、5回に同点適時打、4-4の同点で迎えた9回一死一・三塁の打席で犠飛を放ち、シーズン最終戦をサヨナラで締めた。シーズン通算では2013年以来10年ぶりに規定打席到達に届かず、105試合に出場、打率.231、14本塁打、40打点の成績に終わった。7年契約の3年目を終え、12月1日、現状維持の年俸5億円（金額は推定）でサインした。
2024年は3月29日の中日との開幕戦に出場し、二塁打で出塁後、犠飛で進塁した際のスライディングで負傷し、途中交代した。翌3月30日に下半身のコンディション不良を理由に出場登録を抹消された。リハビリを経て、4月16日から二軍の試合に出場し、19日のロッテ戦では、本塁打を含む3打数3安打1打点と、順調な回復ぶりをみせ、20日に3週間ぶりに一軍の出場選手に登録。4月29日の対巨人戦（東京ドーム）で3回無死一塁の打席でフォスター・グリフィンからシーズン初本塁打となる2点本塁打を放った。しかし5月6日に体の張りのため、再び出場選手登録を抹消される。5月17日に一軍復帰し、同23日に復帰後初安打を放つと、5月29日に史上136人目となる通算1500安打を14年目で達成した。6月21日の対巨人戦（東京ドーム）では4回二死無走者の打席で戸郷翔征から本塁打を放ち、ヤクルト所属の選手で対巨人戦での通算本塁打を55本とし、通算54本塁打で並んでいた古田敦也、バレンティンの記録を超えた。8月25日の対DeNA戦（神宮球場）では2回無死無走者の打席でアンソニー・ケイから本塁打を放ち、広沢克実を抜いて球団史上最長となる11年連続2桁本塁打を記録した。9月19日の広島戦（神宮球場）で2打点を挙げ、古田敦也を上回る神宮での通算打点を448として単独トップに立つ。しかし前年に続き下半身を痛めて2度離脱し、110試合出場で打率.226、14本塁打、39打点、1盗塁に終わった。7年契約の4年目を終え、11月29日、現状維持の年俸5億円（金額は推定）でサインした。

## 代表経歴

### 日本代表
2015年10月9日には第1回WBSCプレミア12の最終ロースター28名に選出された。最終的にチームは見事に3位に輝いて銅メダルを獲得した。
2017年シーズン開幕前の3月に開催された第4回ワールド・ベースボール・クラシックの日本代表に選出された。同大会では主に「1番・指名打者」として出場。2次ラウンド第2戦のキューバ戦で大会史上8人目となる先頭打者本塁打など1試合2本塁打の活躍を見せた。
2019年オフの11月に開催された第2回WBSCプレミア12の日本代表に選出された。決勝の対韓国戦では2回に逆転3点本塁打を記録し、日本の初優勝に貢献した。
2021年6月16日に東京オリンピック野球日本代表に内定すると、オリンピック本大会では全5試合に1番打者として出場。準決勝の対韓国戦での決勝打を含む、チームトップの7打点を記録するなど、日本代表の金メダル獲得に貢献し、大会MVPに選出された。
2023年シーズン開幕前の3月に開催された第5回ワールド・ベースボール・クラシックの日本代表に選出された。

#### 2017WBCにおける幻の本塁打
2017年3月7日に東京ドームで開催されたワールド・ベースボール・クラシック第4回大会1次リーグB組の日本対キューバ戦において、4回裏二死二塁の場面で山田が左翼へ打った打球を、最前列にいた男子中学生がグラブをはめた手をグラウンド側に伸ばし捕球する事態が発生した。一時は本塁打かと思われたが、ビデオ判定の実施による審議が行われた後、審判団の判断により二塁打と判定された。この件をめぐり、山田が実際には口にしていないコメントがデマとして拡散されたり、捕球した中学生を誹謗中傷する書き込みがネット上に広まるなどの騒動となった。
山田は試合後当該打席について「まぁ、これも野球なんで。仕方ないですけど、ウエイトトレーニングをして、打球飛ばしたいです」と述べ、捕球した男子中学生に対しては「僕は全然気にしてない。だから野球を嫌いにならず、またグラブを持って応援に来てほしい」「これも何かの縁だし、将来プロ野球選手になって、一緒に『あんなことがあったね』と懐かしい話ができるように頑張ってほしい。僕も完璧な本塁打を打てるように頑張ります」とコメントした。

## 選手としての特徴
能力のベースがトリプルスリーといわれる実力者。

### 打撃
高校通算31本塁打を記録するなどプロ入り前から長打力は高く評価されており、高校時代にスイングスピードは高校の先輩であるT-岡田（オリックス）を上回る154km/hを記録している。
スピードとパワーを兼備した両リーグ屈指の右打者。山田自身は「自分はホームランバッターじゃない」と言い聞かせている。
スイングをする頻度が非常に低い打者であり、2014年のスイング率は38.8%で、NPBで規定打席に到達した全58人の打者の中で7番目に少なく、2016年5月終了時点は36.6%と規定打席に到達した全63人の打者の中で3番目、セ・リーグでは最小である。ボール球のスイング率は、2014年から24.9%→23.3%→17.6%と推移しておりNPBで最も低い数値を記録している。全打席に占める四球の割合を表すBB%（Base on balls Percentage）も年を追って高まっている。全打球に占めるフライの割合は、2014年から49.0%→54.8%→58.1%と推移しており、着実に打球を上げられる打者へと進化している。また、元々引っ張り傾向が強い打者だが、年々その割合を上げている。
元チームメイトのウラディミール・バレンティンは、大砲と呼ぶには体の細い山田が本塁打を量産出来る理由について、「ボールを遠くに飛ばすのに重要なことは、体のサイズではなくボールの下を叩くこと」「バックスピンをかける技術に長けており、それは持って生まれた才能である」、ブラッド・エルドレッドは「山田は大きな体を使ってボールを遠くに飛ばすタイプでなくスイングスピードを利用して本塁打を打つタイプのパワーヒッター」「一番の特長はコンパクトに打っていく中で凄いバットスピードを生み出せることであり、正しいバット軌道の中でボールを捉えることができる。選球眼も良いのでボール球に手を出さない」と分析している。
2018年度の本塁打の平均飛距離は119.7mであり、20本以上を記録したセ・リーグの日本人選手では最長である。2015年度から2018年度まで飛距離は毎年伸び続けている。2018年の時点で神宮球場はNPB球団の本拠地としては狭い部類であり他球場では外野フライとなる打球が本塁打になることがあるが、2018年度は神宮球場に限定した平均飛距離でも121.7mを記録しており、球場の環境に助けられた本塁打は僅かだった（数字はデータスタジアム社調べ）。
インコースの球の捌き方が上手い。また、ここぞの場面で結果を出す勝負強い打者。
数々のタイトルを受賞経験のある打者。2014年には最多安打（193本）、ベストナインを受賞。他にも最多マルチ安打（59）、最多猛打賞（20）、最高2ストライク後打率（.292）、最高対右打率（.343）を記録した。

### 走塁
2015年には盗塁成功率89.5%を記録し、盗塁数と盗塁成功率の高さによって、リーグ平均に比べて4.2点のプラスを生んでおり、また、ベースランニングではリーグ平均に比べて8点分のプラスを記録するなど、BsR（盗塁とベースランニングの得点貢献合計）では両リーグトップの数値を残しており、盗塁でもベースランニングでも得点貢献度が高い。
50メートル走は5.67秒を記録し、中学時代には100メートル走で11秒5を記録している。2度の盗塁王を獲得した福地寿樹外野守備走塁コーチは、山田について「単純にスピードという面で言えば、チームでは1番速い。自分の現役のときよりも哲人の方が断然速い」と語っている。
2020年度まで共にプレーしていた上田剛史によると山田は「走れる勇気」と相手バッテリーの心理を読むことに長けていると語っている。
対戦した投手によると、出塁してもリードは大きくなく走る気配も見せないのに、気がつくと初球でスタートを切れられているという。
スライディング技術にも定評がある。

### 守備

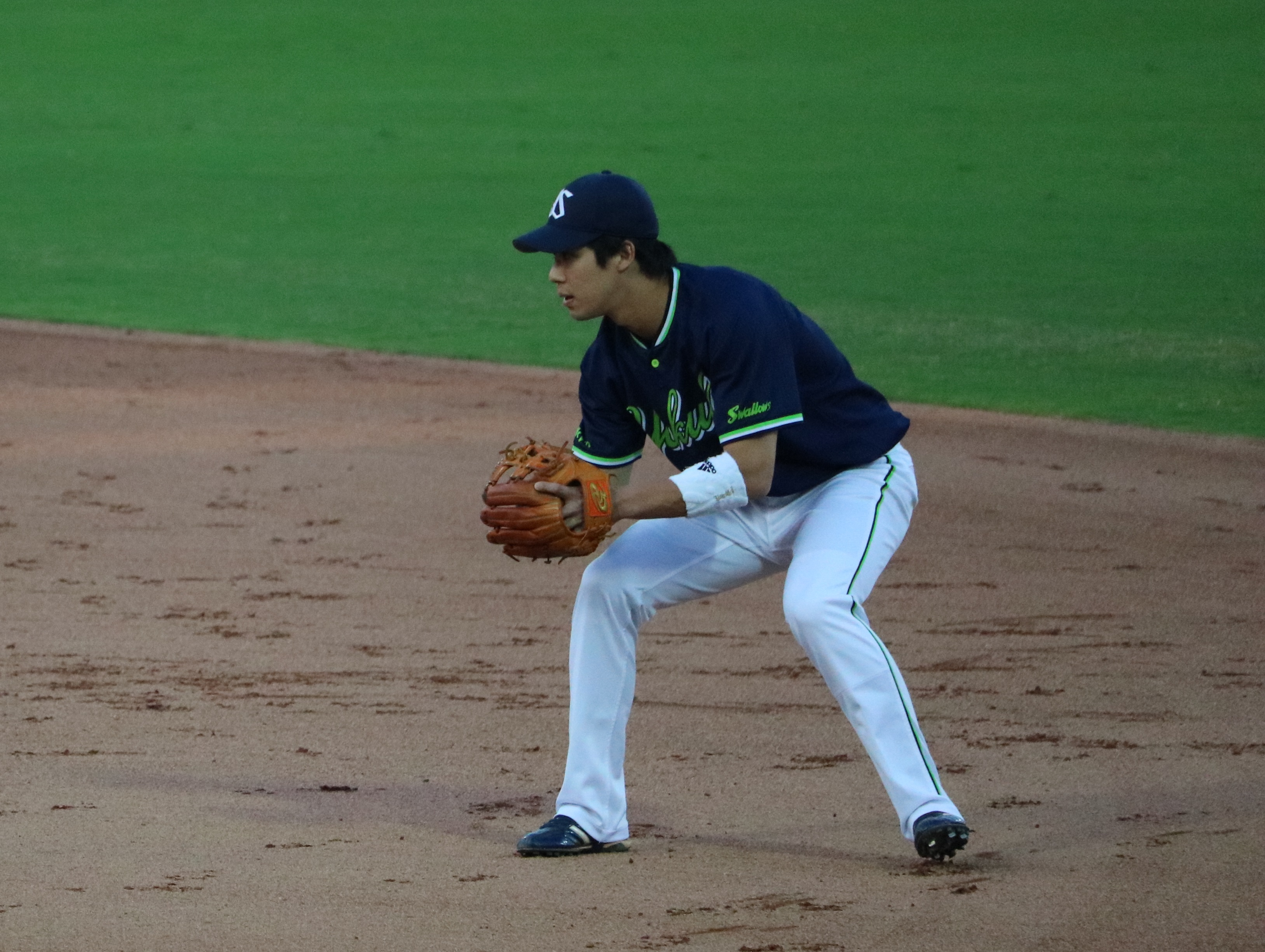
守備練習中の山田（2017年9月28日、マツダスタジアム）

他球団のベテランスカウトによると、打撃や足に関しては問題なかったが、いかんせん守備が酷く2位か3位で獲れれば、という評価だった。しかし、プロ入り後は米メディアから称賛されたこともある。
2013年序盤まで遊撃守備での送球難に悩まされており、同年5月の一軍昇格後には二塁にほぼ専念する。
2015年には二塁手としてリーグ2位の守備率.989を記録した他、UZRで17.6を記録している。
2017年度のDELTA社のFIELDING AWARDSの評価では、一・二塁間の打球に強く二遊間の打球に弱いという傾向が出ている。
2018年度はUZRで1位の菊池涼介との差は僅かであり、FIELDING AWARDSではトップとは小差の2位、別の評価手法では12球団1位の評価を受けている。前年に続き一塁側のゴロ処理に強い傾向が出ており、守備範囲では全体でトップである。
その他代表（侍ジャパン）選出時には他選手との兼ね合いで一塁手・三塁手としての出場もある。遠投110メートル。
ゴールデングラブ賞に対して強い憧れを持っている。

### 野球用具
グラブのアドバイザリー契約を2016年よりドナイヤと結んでいる。同社とアドバイザリー契約を結ぶ選手は自身が初めてとなる。
2012年オフにドナイヤ社製のグラブに出会い、それ以後同社のグラブを愛用している。

## 人物
子供の頃に憧れていた選手は巨人時代のドミンゴ・マルティネス、またプロ入り前に目標としていた選手は坂本勇人であり、プロ入り後にはプライベートでの交流もある。「一番、憧れの人」は松井稼頭央と述べている。好きなサッカー選手はクリスティアーノ・ロナウド。
高校時代、公式戦のメンバー表などに記入する際、字画が良くないとして「人」の字に「ノ」を加えていた。
ヤクルト入団発表記者会見では「（ヤクルトの）青木さんや宮本さんのように日の丸を背負う選手になりたいと思います」と抱負を語った。
2013年に体力強化のためにマクドナルドのチーズバーガーを多量摂取し体重増加を図ったが、2015年シーズンには健康面の理由でチーズバーガーを控えている。
2015年に、ソフトバンクの柳田と共にトリプルスリーを達成したことにより、同年のユーキャン新語・流行語大賞において「トリプルスリー」が年間大賞に選出された。
2016年からは川端慎吾や鵜久森淳志らと共に松山市で自主トレを行っている。
応援歌も人気があり、2021年にスポーツ総合サイト「スポーツナビ」が実施した「プロ野球ファンが選ぶ！心の中で熱唱したい選手応援歌ランキング」では1位を獲得した。
2020年6月17日より、自身のインスタグラムを開設したことを明かした。
チームメイトの村上宗隆と非常に仲が良い。
元々、言葉数は少なめで、周りを鼓舞するような性格ではないものの、2020年オフに主将就任を申し出たことは周囲を驚かせた。
子供の頃からオリンピックに対する憧れは強かったと語っている。
5回終了時のちょっとした時間に、その日によって味が違うおにぎり一個を食べている。
キャプテンに就任してからは、後輩に対して積極的に技術を伝受することが増えた。
東京オリンピック 野球日本代表（侍ジャパン）として金メダルを獲得した功績をたたえ、2022年2月22日、兵庫県宝塚市すみれガ丘中央公園前に記念のゴールドポスト（第74号）が設置された（ゴールドポストプロジェクト）。

## 詳細情報

### 年度別打撃成績
| 年 度      | 球 団      | 試 合 | 打 席 | 打 数 | 得 点 | 安 打 | 二 塁 打 | 三 塁 打 | 本 塁 打 | 塁 打 | 打 点 | 盗 塁 | 盗 塁 死 | 犠 打 | 犠 飛 | 四 球 | 敬 遠 | 死 球 | 三 振 | 併 殺 打 | 打 率 | 出 塁 率 | 長 打 率 | O P S |
| ---------- | ---------- | ----- | ----- | ----- | ----- | ----- | -------- | -------- | -------- | ----- | ----- | ----- | -------- | ----- | ----- | ----- | ----- | ----- | ----- | -------- | ----- | -------- | -------- | ----- |
| 2012       | ヤクルト   | 26    | 49    | 44    | 5     | 11    | 2        | 0        | 1        | 16    | 1     | 0     | 0        | 0     | 0     | 5     | 0     | 0     | 11    | 0        | .250  | .327     | .364     | .690  |
| 2013       | ヤクルト   | 94    | 396   | 350   | 50    | 99    | 13       | 2        | 3        | 125   | 26    | 9     | 2        | 3     | 3     | 39    | 0     | 1     | 37    | 6        | .283  | .354     | .357     | .711  |
| 2014       | ヤクルト   | 143   | 685   | 596   | 106   | 193   | 39       | 1        | 29       | 321   | 89    | 15    | 5        | 2     | 5     | 74    | 2     | 8     | 95    | 10       | .324  | .403     | .539     | .941  |
| 2015       | ヤクルト   | 143   | 646   | 557   | 119   | 183   | 39       | 2        | 38       | 340   | 100   | 34    | 4        | 0     | 3     | 81    | 2     | 5     | 111   | 11       | .329  | .416     | .610     | 1.027 |
| 2016       | ヤクルト   | 133   | 590   | 481   | 102   | 146   | 26       | 3        | 38       | 292   | 102   | 30    | 2        | 0     | 4     | 97    | 1     | 8     | 101   | 16       | .304  | .425     | .607     | 1.032 |
| 2017       | ヤクルト   | 143   | 624   | 526   | 79    | 130   | 25       | 1        | 24       | 229   | 78    | 14    | 4        | 0     | 1     | 91    | 1     | 6     | 132   | 15       | .247  | .364     | .435     | .799  |
| 2018       | ヤクルト   | 140   | 637   | 524   | 130   | 165   | 30       | 4        | 34       | 305   | 89    | 33    | 4        | 0     | 3     | 106   | 5     | 4     | 119   | 8        | .315  | .432     | .582     | 1.014 |
| 2019       | ヤクルト   | 142   | 641   | 520   | 102   | 141   | 35       | 5        | 35       | 291   | 98    | 33    | 3        | 0     | 5     | 110   | 7     | 6     | 121   | 14       | .271  | .401     | .560     | .961  |
| 2020       | ヤクルト   | 94    | 384   | 334   | 52    | 85    | 17       | 1        | 12       | 140   | 52    | 8     | 4        | 0     | 2     | 48    | 3     | 0     | 83    | 6        | .254  | .346     | .419     | .766  |
| 2021       | ヤクルト   | 137   | 581   | 493   | 84    | 134   | 18       | 0        | 34       | 254   | 101   | 4     | 3        | 0     | 7     | 76    | 0     | 5     | 100   | 10       | .272  | .370     | .515     | .885  |
| 2022       | ヤクルト   | 130   | 540   | 469   | 69    | 114   | 31       | 0        | 23       | 214   | 65    | 10    | 2        | 0     | 5     | 60    | 1     | 6     | 140   | 7        | .243  | .333     | .456     | .790  |
| 2023       | ヤクルト   | 105   | 422   | 376   | 43    | 87    | 21       | 3        | 14       | 156   | 40    | 4     | 0        | 0     | 4     | 39    | 0     | 3     | 102   | 8        | .231  | .306     | .415     | .721  |
| 2024       | ヤクルト   | 110   | 385   | 340   | 38    | 77    | 14       | 1        | 14       | 135   | 39    | 1     | 0        | 0     | 4     | 36    | 1     | 5     | 86    | 6        | .226  | .306     | .397     | .704  |
| 通算：13年 | 通算：13年 | 1540  | 6580  | 5610  | 979   | 1565  | 310      | 23       | 299      | 2818  | 880   | 195   | 33       | 5     | 46    | 862   | 23    | 57    | 1238  | 117      | .279  | .378     | .502     | .880  |

- 2024年度シーズン終了時
- 2011年は公式戦出場なし（ポストシーズンの出場はあった）
- 各年度の太字はリーグ最高

### 年度別打撃成績所属リーグ内順位
| 年 度 | 年 齢 | リ ｜ グ   | 打 率 | 安 打 | 二 塁 打 | 三 塁 打 | 本 塁 打 | 打 点 | 盗 塁 | 出 塁 率 |
| ----- | ----- | ---------- | ----- | ----- | -------- | -------- | -------- | ----- | ----- | -------- |
| 2012  | 20    | セ・リーグ | -     | -     | -        | -        | -        | -     | -     | -        |
| 2013  | 21    | セ・リーグ | -     | -     | -        | -        | -        | -     | -     | -        |
| 2014  | 22    | セ・リーグ | 3位   | 1位   | 1位      | -        | 3位      | 4位   | 10位  | 3位      |
| 2015  | 23    | セ・リーグ | 2位   | 2位   | 1位      | -        | 1位      | 2位   | 1位   | 1位      |
| 2016  | 24    | セ・リーグ | 6位   | -     | 8位      | 10位     | 2位      | 2位   | 1位   | 3位      |
| 2017  | 25    | セ・リーグ | -     | -     | -        | -        | 7位      | 8位   | 9位   | -        |
| 2018  | 26    | セ・リーグ | 10位  | 4位   | 6位      | 9位      | 5位      | 7位   | 1位   | 3位      |
| 2019  | 27    | セ・リーグ | -     | -     | 3位      | 2位      | 4位      | 2位   | 2位   | 3位      |
| 2020  | 28    | セ・リーグ | -     | -     | -        | -        | -        | -     | -     | -        |
| 2021  | 29    | セ・リーグ | -     | -     | -        | -        | 4位      | 3位   | -     | 5位      |
| 2022  | 30    | セ・リーグ | -     | -     | 6位      | -        | 9位      | -     | -     | -        |
| 2023  | 31    | セ・リーグ | -     | -     | -        | 9位      | -        | -     | -     | -        |
| 2024  | 32    | セ・リーグ | -     | -     | -        | -        | 10位     | -     | -     | -        |

- -は10位未満（打率は規定打席未到達の場合も-と表記）
- 太字年度は規定打席到達年度、年度背景色金色は最優秀選手賞（MVP）受賞年度

### WBSCプレミア12での打撃成績
| 年 度 | 代 表 | 試 合 | 打 席 | 打 数 | 得 点 | 安 打 | 二 塁 打 | 三 塁 打 | 本 塁 打 | 塁 打 | 打 点 | 盗 塁 | 盗 塁 死 | 犠 打 | 犠 飛 | 四 球 | 敬 遠 | 死 球 | 三 振 | 併 殺 打 | 打 率 | 出 塁 率 | 長 打 率 | O P S |
| ----- | ----- | ----- | ----- | ----- | ----- | ----- | -------- | -------- | -------- | ----- | ----- | ----- | -------- | ----- | ----- | ----- | ----- | ----- | ----- | -------- | ----- | -------- | -------- | ----- |
| 2015  | 日本  | 8     | 38    | 26    | 10    | 8     | 3        | 0        | 2        | 17    | 4     | 1     | 1        | 0     | 0     | 11    | 2     | 1     | 4     | 0        | .308  | .526     | .654     | 1.180 |
| 2019  | 日本  | 8     | 27    | 20    | 4     | 4     | 2        | 0        | 1        | 9     | 6     | 0     | 0        | 1     | 0     | 6     | 0     | 0     | 4     | 0        | .200  | .385     | .450     | .835  |

- 太字は大会最高

### WBCでの打撃成績
| 年 度 | 代 表 | 試 合 | 打 席 | 打 数 | 得 点 | 安 打 | 二 塁 打 | 三 塁 打 | 本 塁 打 | 塁 打 | 打 点 | 盗 塁 | 盗 塁 死 | 犠 打 | 犠 飛 | 四 球 | 敬 遠 | 死 球 | 三 振 | 併 殺 打 | 打 率 | 出 塁 率 | 長 打 率 | O P S |
| ----- | ----- | ----- | ----- | ----- | ----- | ----- | -------- | -------- | -------- | ----- | ----- | ----- | -------- | ----- | ----- | ----- | ----- | ----- | ----- | -------- | ----- | -------- | -------- | ----- |
| 2017  | 日本  | 7     | 34    | 27    | 4     | 8     | 2        | 0        | 2        | 16    | 5     | 3     | 0        | 1     | 1     | 5     | 2     | 1     | 4     | 1        | .296  | .412     | .593     | 1.004 |
| 2023  | 日本  | 6     | 20    | 15    | 1     | 4     | 0        | 0        | 0        | 4     | 2     | 3     | 0        | 0     | 0     | 5     | 0     | 0     | 5     | 0        | .267  | .450     | .267     | .717  |

### オリンピックでの打撃成績
| 年 度 | 代 表 | 試 合 | 打 席 | 打 数 | 得 点 | 安 打 | 二 塁 打 | 三 塁 打 | 本 塁 打 | 塁 打 | 打 点 | 盗 塁 | 盗 塁 死 | 犠 打 | 犠 飛 | 四 球 | 敬 遠 | 死 球 | 三 振 | 併 殺 打 | 打 率 | 出 塁 率 | 長 打 率 | O P S |
| ----- | ----- | ----- | ----- | ----- | ----- | ----- | -------- | -------- | -------- | ----- | ----- | ----- | -------- | ----- | ----- | ----- | ----- | ----- | ----- | -------- | ----- | -------- | -------- | ----- |
| 2021  | 日本  | 5     | 24    | 20    | 3     | 7     | 2        | 0        | 1        | 12    | 7     | 3     | 0        | 1     | 0     | 3     | 0     | 0     | 5     | 0        | .350  | .435     | .600     | 1.035 |

### 年度別守備成績
| 年 度 | 球 団    | 二塁  | 二塁  | 二塁  | 二塁  | 二塁  | 二塁     | 遊撃  | 遊撃  | 遊撃  | 遊撃  | 遊撃  | 遊撃     |
| 年 度 | 球 団    | 試 合 | 刺 殺 | 補 殺 | 失 策 | 併 殺 | 守 備 率 | 試 合 | 刺 殺 | 補 殺 | 失 策 | 併 殺 | 守 備 率 |
| ----- | -------- | ----- | ----- | ----- | ----- | ----- | -------- | ----- | ----- | ----- | ----- | ----- | -------- |
| 2012  | ヤクルト | -     | -     | -     | -     | -     | -        | 17    | 13    | 34    | 3     | 6     | .940     |
| 2013  | ヤクルト | 91    | 198   | 258   | 9     | 50    | .981     | 1     | 1     | 1     | 2     | 0     | .500     |
| 2014  | ヤクルト | 143   | 368   | 445   | 13    | 105   | .984     | -     | -     | -     | -     | -     | -        |
| 2015  | ヤクルト | 143   | 337   | 472   | 9     | 103   | .989     | -     | -     | -     | -     | -     | -        |
| 2016  | ヤクルト | 133   | 304   | 417   | 5     | 70    | .993     | -     | -     | -     | -     | -     | -        |
| 2017  | ヤクルト | 143   | 301   | 442   | 9     | 78    | .988     | -     | -     | -     | -     | -     | -        |
| 2018  | ヤクルト | 138   | 319   | 457   | 13    | 92    | .984     | -     | -     | -     | -     | -     | -        |
| 2019  | ヤクルト | 142   | 297   | 417   | 8     | 84    | .989     | -     | -     | -     | -     | -     | -        |
| 2020  | ヤクルト | 88    | 170   | 260   | 4     | 63    | .991     | -     | -     | -     | -     | -     | -        |
| 2021  | ヤクルト | 136   | 221   | 373   | 5     | 83    | .992     | -     | -     | -     | -     | -     | -        |
| 2022  | ヤクルト | 120   | 265   | 379   | 3     | 87    | .995     | -     | -     | -     | -     | -     | -        |
| 2023  | ヤクルト | 100   | 191   | 277   | 6     | 56    | .987     | -     | -     | -     | -     | -     | -        |
| 2024  | ヤクルト | 102   | 201   | 264   | 5     | 58    | .989     | -     | -     | -     | -     | -     | -        |
| 通算  | 通算     | 1479  | 3172  | 4461  | 89    | 929   | .988     | 18    | 14    | 35    | 5     | 6     | .907     |

- 2024年度シーズン終了時
- 各年度の太字はリーグ最高

### タイトル
- 本塁打王：1回（2015年）※平成生まれの選手としては史上初
- 盗塁王：3回（2015年、2016年、2018年）
- 最高出塁率：1回（2015年）※平成生まれの選手としては史上初
- 最多安打：1回（2014年）※中村晃と共に平成生まれの選手としては史上初

### 表彰
NPB
- 最優秀選手：1回（2015年）
- ベストナイン：6回（二塁手部門：2014年 - 2016年、2018年、2019年、2021年）※2014年は二塁手部門での平成生まれ初の受賞
- セ・リーグ連盟特別表彰：2回（リーグ特別賞：2015年、2018年）※2015年はトリプルスリー達成、2018年はNPB史上初のトリプルスリー3回達成
- コミッショナー特別表彰：1回（特別賞：2016年）※NPB史上初の2年連続トリプルスリー達成
- セ・パ交流戦 日本生命賞：1回（2014年）
- 月間MVP：6回（打者部門：2014年8月、2015年7月 - 9月、2016年6月、2018年7月）
- オールスターゲーム敢闘賞：1回（2014年第2戦）
- ホームランダービー優勝：1回（2015年第2戦）
- 日本シリーズ敢闘賞：1回（2015年）
- 月間サヨナラ賞：2回（2018年6月、2021年10・11月）
- 報知プロスポーツ大賞：1回（2015年[223]）
- 燕市年間ヒーロー賞：3回（2014年 - 2016年[224][225][226]）
- ユーキャン新語・流行語大賞 年間大賞（2015年、「トリプルスリー」、柳田悠岐と共同で受賞）

国際大会
- オリンピックの野球競技・MVP：1回（2021年）

### 記録
初記録
- 初出場：2012年4月5日、対阪神タイガース2回戦（明治神宮野球場）、8回裏に平井諒の代打で出場
- 初打席・初安打：同上、8回裏に榎田大樹から左前安打
- 初先発出場：2012年5月24日、対千葉ロッテマリーンズ2回戦（QVCマリンフィールド）、「9番・遊撃手」で先発出場
- 初本塁打・初打点：2012年8月10日、対読売ジャイアンツ12回戦（東京ドーム）、5回表に内海哲也から左越ソロ
- 初盗塁：2013年5月25日、対福岡ソフトバンクホークス1回戦（明治神宮野球場）、2回裏に二盗（投手：攝津正、捕手：山崎勝己）

節目の記録
- 100本塁打：2016年7月10日、対中日ドラゴンズ15回戦（明治神宮野球場）、7回裏に岡田俊哉から左中間越2ラン ※史上277人目、ヤクルト球団史上最年少となる23歳11か月での記録達成
- 150本塁打：2018年6月30日、対阪神タイガース8回戦（明治神宮野球場）、7回裏にマルコス・マテオから中越2ラン ※史上168人目、ヤクルト球団史上最年少となる25歳11か月での記録達成
- 1000安打：2019年6月30日、対読売ジャイアンツ11回戦（秋田こまちスタジアム）、1回裏にC.C.メルセデスから中前安打 ※史上300人目、ヤクルト球団史上最年少となる26歳11か月での記録達成[227]
- 200本塁打：2019年9月4日、対広島東洋カープ22回戦（明治神宮野球場）、9回裏にヘロニモ・フランスアからサヨナラ左越満塁 ※史上106人目、ヤクルト球団史上最年少となる27歳1か月での記録達成
- 1000試合出場：2020年8月23日、対阪神タイガース12回戦（明治神宮野球場）、「2番・二塁手」で先発出場 ※史上507人目[228]
- 250本塁打：2022年4月2日、対横浜DeNAベイスターズ2回戦（明治神宮野球場）、6回裏に大貫晋一から左越ソロ ※史上66人目、ヤクルト球団史上最年少となる29歳8か月での記録達成、20代での達成は史上13人目[229][230]
- 1000三振：2022年8月2日、対中日ドラゴンズ14回戦（明治神宮野球場）、3回裏に柳裕也から空振り三振 ※史上75人目[231]
- 1500安打：2024年5月28日、対千葉ロッテマリーンズ1回戦（明治神宮野球場）、2回裏に小島和哉から中二塁打 ※史上136人目[232]
- 300二塁打：2024年6月4日、対埼玉西武ライオンズ1回戦（明治神宮野球場）、9回裏にアルバート・アブレイユから右線2点適時二塁打 ※史上77人目[233]
- 1500試合出場：2024年8月8日、対阪神タイガース16回戦（明治神宮野球場）、「7番・二塁手」で先発出場 ※史上208人目[234]
- 300本塁打：2025年4月5日、対中日ドラゴンズ2回戦（明治神宮野球場）、2回裏に松葉貴大から左越決勝2ラン ※史上46人目[235]

その他の記録
- 6か月連続初回先頭打者本塁打：2014年 ※NPB史上初
  - 4月16日、対読売ジャイアンツ戦（明治神宮野球場）
  - 5月6日、対広島東洋カープ戦（明治神宮野球場）
  - 6月11日、対東北楽天ゴールデンイーグルス戦（楽天Koboスタジアム宮城）
  - 7月8日、対中日ドラゴンズ戦（明治神宮野球場）
  - 8月2日、対中日ドラゴンズ戦（明治神宮野球場）
  - 9月16日、対阪神タイガース戦（明治神宮野球場）
- 日本人右打者シーズン193安打：2014年 ※NPB記録（1950年の藤村富美男〈191安打〉以来64年ぶりの記録更新）
- 4打数連続本塁打：2015年8月21日対中日ドラゴンズ第20回戦（明治神宮野球場）第4打席から1四球を挟み、8月22日対中日ドラゴンズ第21回戦（明治神宮野球場）第4打席で達成 ※史上19人目20度目、歴代2位タイ[236]
- トリプルスリー：3回（2015年、2016年、2018年）
  - トリプルスリーと100打点の同時達成は1950年の岩本義行・別当薫以来65年ぶり（史上3人目）、トリプルスリーと盗塁王の同時達成は史上初。複数回達成も史上初。
  - 同一年に両リーグからトリプルスリー達成者（2015年、パ・リーグでは福岡ソフトバンクホークスの柳田悠岐が達成）は1950年の岩本義行・別当薫以来65年ぶり2回目
  - トリプルスリー3度の達成は、バリー・ボンズに続き世界で2人目
- 本塁打王と盗塁王の同時獲得：2015年 ※史上初
- 日本シリーズでの3打席連続本塁打：2015年 ※長嶋茂雄以来2人目（日本シリーズでの1試合3本塁打は史上初）
- サイクル安打：2018年7月9日、対読売ジャイアンツ12回戦（静岡県草薙総合運動場硬式野球場）※史上66人目（71度目）、平成生まれの選手では史上初
- 12試合連続打点：2018年7月20日 - 8月4日 ※史上2位
- シーズン130得点：2018年 ※歴代3位タイ、球団記録
- 38連続盗塁成功：2018年 - 2019年 ※NPB記録
- 開幕から33連続盗塁成功：2019年 ※NPB記録
- 1シーズンで33連続盗塁成功：2019年 ※NPB記録
- 3年連続リーグ最多得点：2014年 - 2016年 ※王貞治に次ぐセ・リーグ2位タイ
- オールスターゲーム出場：7回（2014年、2015年、2016年、2018年、2019年、2021年、2022年）

### 背番号
- 23（2011年[13] - 2015年）
- 1（2016年[45] - ）

### 代表歴
- 2015 WBSCプレミア12 日本代表
- 2017 ワールド・ベースボール・クラシック日本代表
- 2019 WBSCプレミア12 日本代表
- 2020年東京オリンピックの野球競技・日本代表
- 2023 ワールド・ベースボール・クラシック日本代表

## 関連情報

### 出演

#### CM
- アディダス（2016年）[237]

#### ドラマ
- つばめ刑事（2019年） - 本人役で出演。